# Maurice Goguel
Maurice Goguel (* 20. März 1880 in Paris; † 31. März 1955) war ein französischer evangelischer Theologe und Hochschullehrer.

## Leben und Wirken
Maurice Goguel studierte Evangelische Theologie und Philosophie an der Universität Paris. In den Jahre von 1902 bis 1910 legte er dort seine akademischen Prüfungen ab, und zwar das Bakkalaureat, das Lizenziat und die Promotion. Es folgten Studien- und Forschungsaufenthalte in Deutschland. 1905 begann bereits seine Hochschullehrertätigkeit an der freien Fakultät für protestantische Theologie, die aufgrund der strikten Trennung von Kirche und Staat von der Pariser Universität abgetrennt worden war. 1925 übernahm er eine Professur an der geisteswissenschaftlichen Fakultät der Universität Paris (Sorbonne). Von 1927 bis 1948 war er zudem Directeur d’études des Seminars für Ursprünge des Christentums in der religionswissenschaftlichen (V.) Abteilung der École pratique des hautes études. 
Goguel legte zahlreiche Veröffentlichungen vor. Er beschäftigte sich vor allem mit der Geschichte des frühen Christentums und der Historischen Jesusforschung.
Seine Söhne war der Geologe und Geophysiker Jean Goguel (1908–1987) und der Politikwissenschaftler und Staatsrechtler François Goguel (1909–1999), seine Tochter die Philosophiehistorikerin Elisabeth Labrousse (1909–2000).

## Veröffentlichungen (Auswahl)
- Wilhelm Herrmann et le problème religieux actuel. Fischbacher, Paris 1905 (= Dissertation Universität Paris).
- L’Èvangile de Marc et ses rapports avec ceux de Mathieu et de Luc. Essai d’une introduction critique a l’étude de second Évangile. Leroux, Paris 1909.
- Introduction au Nouveau Testament. Vier Teile. Leroux, Paris 1923–1926.
- Jésus de Nazareth. Mythe ou histoire? Payot, Paris 1925.
- Au Seuil de l’évangile Jean-Baptiste. Payot, Paris 1928.
- La foi à la résurrection de Jésus dans le christianisme primitif. Étude d’histoire et de psychologie religieuses. Leroux, Paris 1955.
- La vie de Jésus. Payot, Paris 1932
  - Das Leben Jesu. Rascher, Zürich/Leipzig/Stuttgart 1934.
- Jésus et les origines du christianisme. L’église primitif. Payot, Paris 1947.
- Les premiers temps de l’église. Delachaux & Niestlé, Neuchâtel 1949.
- Jésus et les origines du christianisme. 2. La Naissance du christianisme. Payot, Paris 1955.
  - The birth of christianity. Allen & Unwin, London 1953.

Festschrift
- Aux sources de la tradition chrétienne. Mélanges offerts à Maurice Goguel à l’occasion de son soixante-dixième anniversaire. Delachaux & Niestlé, Neuchâtel 1950.